# 1235

## Události
- ve Fuldě Židé obviněni z ukřižování křesťanského dítěte

probíhající události
- 1223–1242 – Mongolský vpád do Evropy

## Narození
Česko
- ? – Řehoř Zajíc z Valdeka, pražský biskup († 6. září 1301)

Svět
- 19. listopadu – Jindřich XIII. Bavorský, bavorský vévoda a falckrabě rýnský z dynastie Wittelsbachů († 3. února 1290)
- ? – Bonifác VIII., papež († 11. října 1303)
- ? – Hugo III. Kyperský, král kyperský a jeruzalémský († 24. března 1284)
- ? – Jindřich z Almainu, syn Richarda Cornwallského, účastník osmé křížové výpravy († 13. března 1271)
- ? – Rašba, katalánsky rabín a učenec, zaměřující se zejména na studium halachy a talmudu († 1310)
- ? – Arnold z Villanovy, katalánský lékař, diplomat a alchymista († 1311)
- ? – Dafydd ap Gruffydd, waleský král († 1283)

## Úmrtí
- 29. března – Marie Štaufská, brabantská vévodkyně, dcera římského krále Filipa Švábského (* 3. dubna 1201)
- 5. září – Jindřich I. Brabantský, brabantský a dolnolotrinský vévoda, účastník křížové výpravy (* 1165)
- 21. září – Ondřej II. Uherský, uherský král (* asi 1177)
- 5. listopadu – Alžběta Štaufská, kastilská a leonská královna jako manželka Ferdinanda III. (* 1203/1205)
- ? – David Kimchi, středověký rabín, komentátor Bible, filozof a gramatik (* 1160)

## Hlava státu
- České království – Václav I.
- Svatá říše římská – Fridrich II.
- Papež – Řehoř IX.
- Anglické království – Jindřich III. Plantagenet
- Francouzské království – Ludvík IX.
- Polské knížectví – Jindřich I. Bradatý
- Uherské království – Ondřej II. – Béla IV.
- Latinské císařství – Balduin II. a Jan z Brienne (císař-regent)
- Nikájské císařství – Jan III. Dukas Vatatzés